# Cykelkök
Cykelkök är kollektiva cykelverkstäder där besökare får tillgång till verktyg och reservdelar för att reparera och underhålla cyklar. Ofta tar cykelköken hand om övergivna cyklar för reparation eller återvinning. Volontärarbetare eller annan personal hjälper till med målet att besökarna ska få kunskap och färdigheter för själva att ta hand om sin cykel. Cykelkök drivs oftast i formen av ideell förening och räknas som en del av delningsekonomin.
Namnet är en direkt översättning av engelskans Bike Kitchen. Själva köks-delen av namnet kan anspela på att det ”lagas” cyklar, men även att man i ett cykelkök ofta fikar eller äter något tillsammans.